# Ordre du Mérite du travail (Italie)
L'ordre du Mérite du travail (en italien, Ordine al merito del lavoro) est une décoration italienne créée sous le règne de Victor Emmanuel III, reprise ensuite par le nouvel ordre républicain.
Elle est décernée aux citoyens italiens, y compris ceux résidant à l'étranger, "qui se sont rendus singulièrement méritants" en se distinguant "dans les domaines de l'agriculture, de l'industrie, du commerce, de l'artisanat, du crédit et des assurances".
Le président de la République est le chef de l'Ordre, qui est dirigé par un conseil spécial présidé par le ministre du développement économique.

## Historique
Cette distinction découle du décret royal n° 195 du 1er mai 1898, par lequel le roi Umberto Ier a institué une "Décoration du mérite agraire et industriel" pour les entrepreneurs agricoles et industriels et une "Médaille d'honneur" pour leurs employés.
L'"Ordine cavalleresco al merito agrario, industriale e commerciale" (Ordre chevaleresque du mérite agraire, industriel et commercial) a été créé par le décret royal n° 168 du 9 mai 1901, à la demande du roi Vittorio Emanuele III, sur proposition du Président du Conseil (Premier ministre) Giuseppe Zanardelli, en sa qualité de ministre de l'Agriculture, de l'Industrie et du Commerce par intérim. Cette distinction pourrait également être attribuée aux ouvriers (art. 2, c. d).
La constitution de l'ordre a été mise à jour en 1911 sans modifier substantiellement son approche et en 1921, il a officiellement changé de nom pour devenir l'"Ordre du mérite du travail".
Le décret royal n° 3031 du 30 décembre 1923 restreint l'accès à l'ordre aux seuls entrepreneurs et, dans le même temps, le décret royal n° 3167 du 30 décembre 1923 institue l'"Étoile du mérite du travail" pour les travailleurs.
L'ordre a été réorganisé en 1952 et 1986 de manière plus restrictive.
En 1977, Silvio Berlusconi en est fait chevalier par Giovanni Leone, d'où son surnom de « il Cavaliere » (abrégé en Cav.) bien qu'il se soit auto-suspendu le 20 mars 2014 à la veille de la décision de l'Ordre de le lui retirer.

## Prix d'honneur
Chaque année, le ministre de l'Industrie, du Commerce et de l'Artisanat, éventuellement en accord avec le ministre des Ressources agricoles, choisit 40 candidats à proposer au Président de la République.
Vingt-cinq entrepreneurs sont sélectionnés parmi ces candidats, qui se voient décerner le 2 juin le seul titre prévu par l'Ordre :
|                      |
| Nastro               |
| Chevalier du travail |

### Exigences
Les exigences en matière de décorations sont les suivantes
- avoir eu une bonne conduite civile et sociale ;
- avoir travaillé dans le secteur pour lequel la décoration est proposée de manière continue et pendant au moins vingt ans avec une responsabilité indépendante ;
- devoir avoir rempli leurs obligations fiscales et s'être acquittés de toutes les obligations en matière de sécurité sociale et de protection sociale en faveur des travailleurs ;
- n'avoir pas exercé d'activités économiques et commerciales préjudiciables à l'économie nationale, que ce soit en Italie ou à l'étranger.

Ils sont destinés exclusivement aux personnes ayant la nationalité italienne, même si elles résident à l'étranger.
Un lauréat qui n'est pas digne de la récompense la perdra.

### Décorations
La décoration pour le titre de chevalier se compose de : "une croix grecque en or massif, émaillée de vert, chargée d'un bouclier rond, qui porte d'un côté l'emblème de la République italienne et de l'autre les mots : Al merito del lavoro - 1901". L'emblème actuel de la République a remplacé les lettres "VE" superposées, qui représentaient à l'époque monarchique les initiales du roi Victor Emmanuel, souverain fondateur de l'ordre.
La croix est suspendue sur le côté gauche de la poitrine, soutenue par un ruban avec une bande rouge entre deux bandes vertes. Le ruban peut être porté sans la décoration.

## Bénéficiaires
Les entrées individuelles sont listées dans {{catégorie|Chevaliers du travail}}

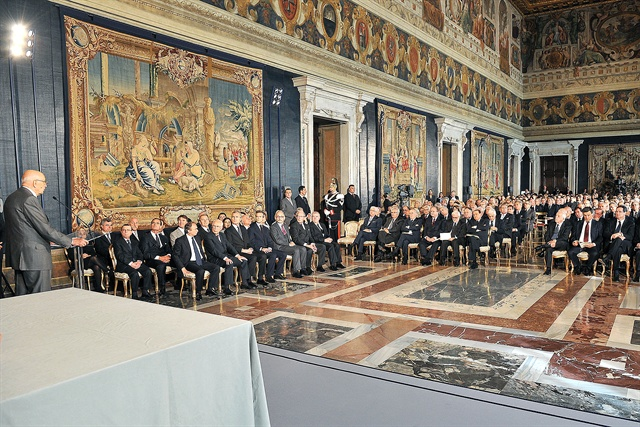
Quirinale, Rome, Remise des honneurs aux nouveaux chevaliers du travail (2010).

Pour maintenir le prestige de l'Ordre, il a été initialement établi que les nominations ne devaient pas dépasser 80 par an. Les chevaliers de première nomination, pour l'année 1901, ont été proclamés le 6 mars 1902 et étaient seulement 6 : Vincenzo Boero, Emidio Mele, Pietro Milesi, Anselmo Oldrini, Giuseppe Savattiere et Antonio Tosi.
De 1901 à 2020, 2922 chevaliers ont été nommés.

## Législation
La décoration a fait l'objet de nombreuses interventions réglementaires, qui sont énumérées ci-dessous.
Cette liste ne comprend pas les décrets royaux et les décrets présidentiels accordant la décoration.
Législation du Royaume
- Décret royal n° 168 du 9 mai 1901 (G.U. n° 119 du 20 mai 1901)
- Décret royal n° 1205 du 15 octobre 1911 (G.U. 18 novembre 1911, n° 269)
- Décret royal n° 350 du 20 mars 1921 (G.U. n° 96 du 23 avril 1921)
- Décret royal n° 3031 du 30 décembre 1923 (G.U. 28 janvier 1924, n° 23)
- Décret royal n° 509 du 17 mars 1927 (G.U. 23 avril 1927, n. 94)
- Décret royal n° 2644 du 29 décembre 1927 (G.U. 20 janvier 1928, n. 16).
- Décret royal n° 136 du 22 février 1930 (G.U. 20 mars 1930, n° 65)
- Décret royal n° 765 du 19 avril 1934 (G.U. 18 mai 1934, n. 117)

Législation de la République
- Loi n° 199 du 27 mars 1952 (G.U. n° 86 du 10 avril 1952)
- Loi n° 1793 du 15 novembre 1952 (G.U. n° 282 du 5 décembre 1952)
- Loi n° 1080 du 12 octobre 1964 (G.U. n° 274 du 7 novembre 1964)
- Arrêté ministériel du 28 février 1980 (G.U. 22 mars 1980, n° 81)
- Loi n° 194 du 15 mai 1986 (G.U. n° 116 du 21 mai 1986)

## Source
- (it) Cet article est partiellement ou en totalité issu de l’article de Wikipédia en italien intitulé « Ordine al merito del lavoro » (voir la liste des auteurs).